# اتحادیه بانکرا
اتحادیه بانکرا (به لاتین: Bankra Union) یک منطقهٔ مسکونی در بنگلادش است که در Jhikargacha Upazila (Riaj Ahmed Shuvo) واقع شده است.